# Resolutie 482 Veiligheidsraad Verenigde Naties
Resolutie 482 van de Veiligheidsraad van de Verenigde Naties werd op 11 december 1980 aangenomen. Veertien leden van de Raad
stemden voor de resolutie, terwijl de Volksrepubliek China niet meestemde.

## Achtergrond
In 1964 stuurden de Verenigde Naties de UNFICYP-vredesmacht naar Cyprus, toen daar geweld uitbrak tussen de twee bevolkingsgroepen op het eiland.

## Inhoud
De Veiligheidsraad:
- Neemt nota van het rapport van de Secretaris-Generaal over de VN-operatie in Cyprus.
- Bemerkt de overeenstemming tussen de partijen om de vredesmacht zes maanden langer te behouden.
- Bemerkt ook het akkoord van de overheid van Cyprus om de macht na 15 december te behouden.
- Herbevestigt resolutie 186 (1964) en andere relevante resoluties.
- Herhaalt zijn steun aan het tienpuntenakkoord voor de hervatting van de gesprekken.

1. Verlengt nogmaals de stationering van de VN-vredesmacht tot 15 juni 1981.
2. Is tevreden over de hervatting van de gesprekken onder het tienpuntenakkoord.
3. Vraagt de Secretaris-Generaal zijn missie voort te zetten, de Veiligheidsraad op de hoogte te houden en uiterlijk 31 mei 1981 een rapport in te dienen over de uitvoering van deze resolutie.

## Verwante resoluties
- Resolutie 458 Veiligheidsraad Verenigde Naties
- Resolutie 472 Veiligheidsraad Verenigde Naties
- Resolutie 486 Veiligheidsraad Verenigde Naties
- Resolutie 495 Veiligheidsraad Verenigde Naties

Lijst ·  462 ·  463 ·  464 ·  465 ·  466 ·  467 ·  468 ·  469 ·  470 ·  471 ·  472 ·  473 ·  474 ·  475 ·  476 ·  477 ·  478 ·  479 ·  480 ·  481 ·  482 ·  483 ·  484